# Zweifelhafte Forderung
Zweifelhafte Forderungen ist ein Begriff aus dem Handelsrecht und dem Rechnungswesen, der die ungewisse Einbringlichkeit von Forderungen beschreibt.

## Allgemeines
Für bilanzierende Unternehmen ist die Forderung aus rechtlicher Sicht ein Zahlungs- oder sonstiger Leistungsanspruch gegen einen Forderungsschuldner, der sich aus einem abgeschlossenen Vertrag ergibt (§ 241 BGB). Sie entsteht, wenn eine Lieferung oder Leistung an einen Kunden erfolgt und diese nicht sofort bezahlt wird. Dabei ist es handelsrechtlich zunächst gleichgültig, ob die spätere Bezahlung bereits vertraglich vorgesehen war oder tatsächlich eingetreten ist. Der größte Teil der zu bilanzierenden Forderungen entfällt auf Forderungen aus Lieferungen und Leistungen und auf Kreditforderungen der Kreditinstitute, die nach § 266 Abs. 2 B HGB zu bilanzieren sind. Handelsrechtlich gehören diese Forderungen zum Umlaufvermögen (Umkehrschluss aus § 247 Abs. 2 HGB), für das bei der Bewertung der Vermögensteile das strenge Niederstwertprinzip gilt.

## Einbringlichkeit der Forderungen
Für die Bewertung dieser Forderungen ist der Grad ihrer Einbringlichkeit, also die Wahrscheinlichkeit ihrer Rückzahlung, von entscheidender Bedeutung. Hierbei werden drei Stufen unterschieden.

### Einwandfreie Forderungen
Bei einwandfreien Forderungen wird mit ihrer vollständigen und fristgerechten Rückzahlung gerechnet. Der Grad ihrer Einbringlichkeit liegt bei 100 %. Sie müssen mit ihrem Nennbetrag in der Bilanz angesetzt werden.

### Zweifelhafte (dubiose) Forderungen
Diese Forderungen unterliegen einem gewissen Ausfallrisiko (das größer als 0 % und kleiner als 100 % einzustufen ist), wodurch der Zahlungseingang in Höhe und/oder Zeitpunkt unsicher wird. Für diese Einschätzung des Ausfallrisikos gibt es Anhaltspunkte, warum die vollständige und/oder fristgerechte Rückzahlung einer Forderung zweifelhaft sein kann. Gründe können sein, dass der Forderungsschuldner (Debitor oder Kreditnehmer) nach entsprechender Mahnung nicht gezahlt hat, Mängelrügen vorliegen oder der Kunde gar ein Insolvenzverfahren beantragt hat. Wegen des geltenden strengen Niederstwertprinzips müssen diese Forderungen mit ihrem wahrscheinlichen Wert bilanziert werden. Hierbei wird vom Bilanzierer eine Prognose der Rückzahlungswahrscheinlichkeit verlangt. Die Abschreibung oder Wertberichtigung soll entsprechend den wahrscheinlich nicht mehr einbringlichen Teil als Wertminderung auffangen.
Solange eine Forderung als „zweifelhafte Forderung“ zu behandeln ist, darf noch keine Umsatzsteuerkorrektur vorgenommen werden.

### Uneinbringliche Forderungen
Bei diesen Forderungen steht endgültig fest, dass keine Zahlung mehr zu erwarten ist (Rückzahlungswahrscheinlichkeit: 0 %). Dies kann der Fall sein, wenn eine Zwangsvollstreckung fruchtlos verlaufen ist (Nachweis durch Vollstreckungstitel erforderlich), das Insolvenzverfahren mangels Masse eingestellt wird, der Schuldner eine eidesstattliche Versicherung abgegeben hat und wenn sich dessen Vermögenslage voraussichtlich auch in absehbarer Zeit nicht verbessern wird, Forderungen gerichtlich für unberechtigt erklärt werden oder die Forderung verjährt ist und aus diesem Grunde nicht beglichen wird. Diese Forderungen müssen in voller Höhe abgeschrieben werden und führen zu einem Forderungsverlust.
Im Sinne der Umsatzsteuer tritt die "Uneinbringlichkeit" der Forderung bereits mit der Eröffnung des Insolvenzverfahrens ein. Damit darf die Umsatzsteuer bereits vor einem ertragsteuerlichen Forderungsverlust korrigiert werden (§ 17 UStG, Abschnitt 17.1 Abs. 11 Satz 5 UStAE).

## Bilanzielle Konsequenzen
Forderungen gelten nach IAS 39.58 als wertgemindert, wenn ein objektiver Nachweis für einen Wertminderungsverlust vorliegt. Eine Forderung oder eine Gruppe von Forderungen gilt als wertgemindert und ein Wertminderungsverlust als entstanden, wenn:
- objektive Hinweise auf eine Wertminderung infolge eines Verlustereignisses vorliegen, das nach der erstmaligen Erfassung des Finanzinstruments und bis zum Bilanzstichtag eingetreten ist (Verlustereignis),
- das Verlustereignis einen Einfluss auf die geschätzten zukünftigen Cashflows des finanziellen Vermögenswerts oder der Gruppe finanzieller Vermögenswerte hatte und
- eine verlässliche Schätzung des Verlustbetrags vorgenommen werden kann

In § 252 Abs. 1 Nr. 4 HGB wird gefordert, dass alle vorhersehbaren Risiken und Verluste, die bis zum Bilanzstichtag entstanden sind, berücksichtigt werden müssen. Konkret verlangt dann § 253 Abs. 4 HGB, dass beim Umlaufvermögen Abschreibungen vorzunehmen sind, wenn am Abschlussstichtag ein niedrigerer Wert vorhanden ist als zum Zeitpunkt der Einbuchung. Das erfordert Wertberichtigungen auf Forderungen für den Fall, dass sie als zweifelhaft eingestuft worden sind. Nach dem Prinzip der Einzelbewertung müsste jede Forderung im Hinblick auf ihre Einbringlichkeit für sich beurteilt werden. Ausnahmen sind in Unternehmen zulässig, die eine große Anzahl vieler Forderungen aufweisen (Handelsbetriebe, Kreditinstitute). Diese dürfen vom Prinzip der Einzelbewertung abweichen und ihren Forderungsbestand im Rahmen der Pauschalwertberichtigung bewerten (§ 340f HGB).
Aus Sicht der Steuerbilanz sind zweifelhafte Forderungen mit ihrem wahrscheinlichen Wert anzusetzen. Hierzu hat im August 2003 der BFH Kriterien aufgestellt.
- Eine Einzelwertberichtigung darf nur vorgenommen werden, wenn ein vorsichtig bewertender Kaufmann aufgrund der allgemeinen Lebenserfahrung aus den jeweiligen Umständen des Einzelfalles auf einen teilweisen Forderungsverlust schließen muss.
- Dabei ist die individuelle Zahlungsfähigkeit und -willigkeit des Schuldners zu ermitteln.
- Die am Bilanzstichtag gegebenen Verhältnisse müssen objektiv die – eher nicht zu pessimistisch ausfallende – Schätzung rechtfertigen.